# Osservatorio astronomico di Remanzacco
L'osservatorio astronomico di Remanzacco è un osservatorio astronomico italiano situato presso l'omonima località, alle coordinate 46°05′10.92″N 13°18′59.8″E. Il suo codice MPC è 473 Remanzacco.
L'osservatorio è nato nel 1989 su iniziativa dell'Associazione Friulana di Astronomia e Meteorologia.
Il Minor Planet Center gli accredita la scoperta di nove asteroidi effettuate tra il 1997 e il 2007.
| 27985 Remanzacco       | 2 novembre 1997   |
| 212705 Friûl           | 12 settembre 2007 |
| 374848 Arturomalignani | 2 novembre 2006   |